# 울산 동헌 및 내아
울산 동헌 및 내아(蔚山 東軒 및 內衙)는 울산광역시 중구 동헌길에 있는 건축물이다. 1997년 10월 9일 울산광역시의 유형문화재 제1호로 지정되었다.

## 개요
울산동헌은 옛 울산읍성 안의 중심 건물로 울산도호부의 수령이 공무를 처리하였던 곳이며, 내아는 수령이 살았던 살림집이다.
동헌은 1681년(숙종 7) 울산부사 김수오(金粹五)가 처음 지었으며, 그의 아들인 부사 김호가 일학헌(一鶴軒)이라 편액하였다. 1763년(영조 39) 부사 홍익대(洪益大)가 다시 지어 반학헌(伴鶴軒)으로 개칭하였다. 일제강점기에는 울산군청으로, 해방이후에는 울산군청 회의실로 사용하였다. 1981년 복원이 이루어졌으며, 동헌과 내아, 오송정, 학성도호부아문(鶴城都護府衙門)만을 중건하여 지금의 모습에 이르렀다. 동헌은 정면 6칸, 측면 2칸으로 가운데에 2칸의 대청을, 좌우에 2칸씩의 방을 두었다. 그리고 왼쪽 방 앞의 툇마루 주위에는 계자(鷄子) 난간을 둘렀다. 처마는 부연을 둔 겹처마이고, 기둥 위에는 익공(翼工) 형식의 포(包)를 올렸으며, 추녀마루가 길게 뻗은 팔작지붕 건물이다.
내아는 온돌방 4칸, 대청 2칸, 부엌과 누마루 각 1칸씩을 둔 ㄱ자형 건물이다. 이 ㄱ자형 평면은 조선시대 울산지역 상류주택의 一자형 안채에 사랑방과 누마루를 덧붙인 형식으로 안채와 사랑채가 1동(棟)의 건물로 이루어진 특징이 있다.
동헌의 정문인 학성도호부아문은 학성도호부관아의 문이란 뜻이며, 이 문이 만들어지기 전에는 가학루(駕鶴樓)라는 정면 3칸 중층 문루가 위치하고 있었다.
이외에 가학루, 반학헌, 오송정, 태화사지십이지상사리탑, 비석, 홍살문 등이 있다.

## 현지 안내문

### 한글 설명
울산동헌 및 내아
蔚山東軒 및 內衙
울산광역시 유형문화제 제1호

울산 동헌은 옛 울산읍성 안의 중심 건물로 울산도호부의 수령이 공무를 처리하였던 곳이고, 내아는 수령이 살았던 살림집이다. 동헌은 1681년(숙종7년) 울산부사 김수오(金粹五)가 처음 지었고, 1763년(영조39년) 울산부사 홍익대(洪益大)가 다시 지어 반학헌(伴鶴軒)으로 불렀다. 일제강점기 이후 울주군청 회의실로 사용하다가 1981년 지금의 모습으로 복원하였다. 
동헌은 정면 6칸, 측면2칸으로 가운데 2칸의 대청을, 좌우에 2칸씩의 방을 두었다. 그리고 왼쪽 방 앞의 툇마루 주위에는 계자(鷄子) 난간을 둘렀다. 처마는 부연을 둔 겹처마이고, 기둥 위에는 익공(翼工) 형식의 포(包)를 올렸으며, 추녀마루가 길게 뻗은 팔작지붕 건물이다. 
내아는 온돌방 4칸, 대청 2칸, 부엌과 누마루 각 1칸씩을 둔 ㄱ자형 건물이다. 이 ㄱ자형 평면은 조선시대 울산지역 상류주택의 一자형 안채에 사랑방과 누마루를 덧붙인 형식으로 안채와 사랑채가 1동(棟)의 건물로 이루어진 특징이 있다.

### 영문 설명
Ulsan Dongheon and naea
Ulsan Tangible cultural Property No. 1

Ulsan Dongheon is a government office and main building in the old Ulsan Fortress, and Naea is the living quarters where Ulsan magistrates Lived.
Ulsan Dongheon was built by the lsan Magistrates, Kim su-oh, in 1681(the 7th year of King Sukjong’s reign) and remodeled by another magistrate, Hong ik-dae, in 1763(the 39th year of King Yeongjo’s reign). after the Japanese colonial rule, it was once used as a conference room of the lacal governmaent of Ulju-gun and restored to its current from in 1981. 
Dongheon consists of six front room  and two side rooms with two halls in the middle and two rooms to the right and left respectively. 
The wooden verandah in front left room is covered with balustrade with brackets. The eaves are double-tiered and extended with lkgong type on top of posts. Dongheon has a hopped-and gable-roof with protruding corners of the eaves unfolding wide. Naea has the ㄱ shape with four traditional Ondol(underfloor heating system) rooms, two halls, one kitchen and loft. The ㄱ shape added as outer quarters and loft to the – shaped inner quarters employed by social elites in Ulsan during the Joseon Dynasty.

## 참고 자료
- 울산 동헌 및 내아 - 국가유산청 국가유산포털